# Herman (stier)

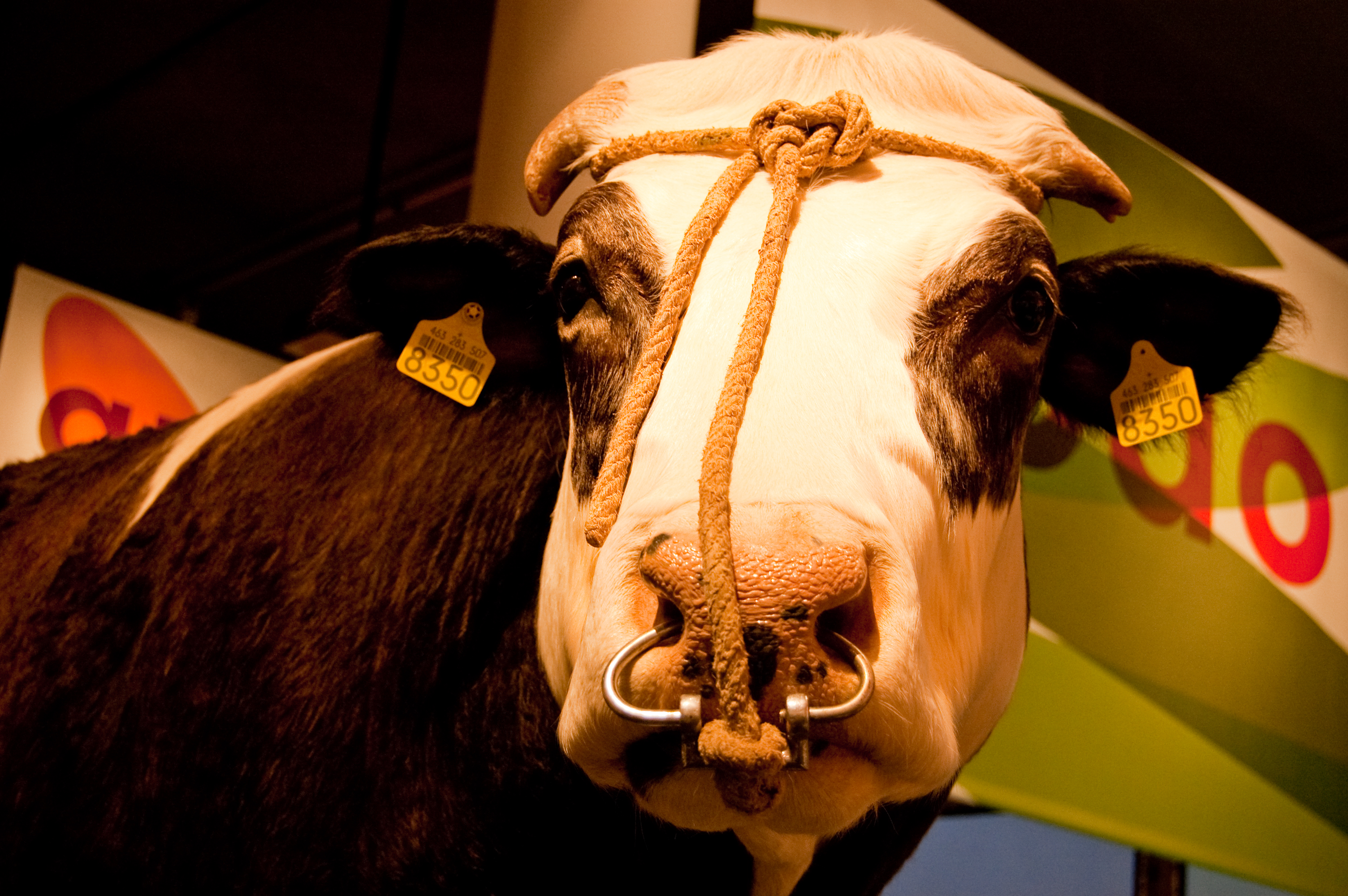
Het hoofd van stier Herman

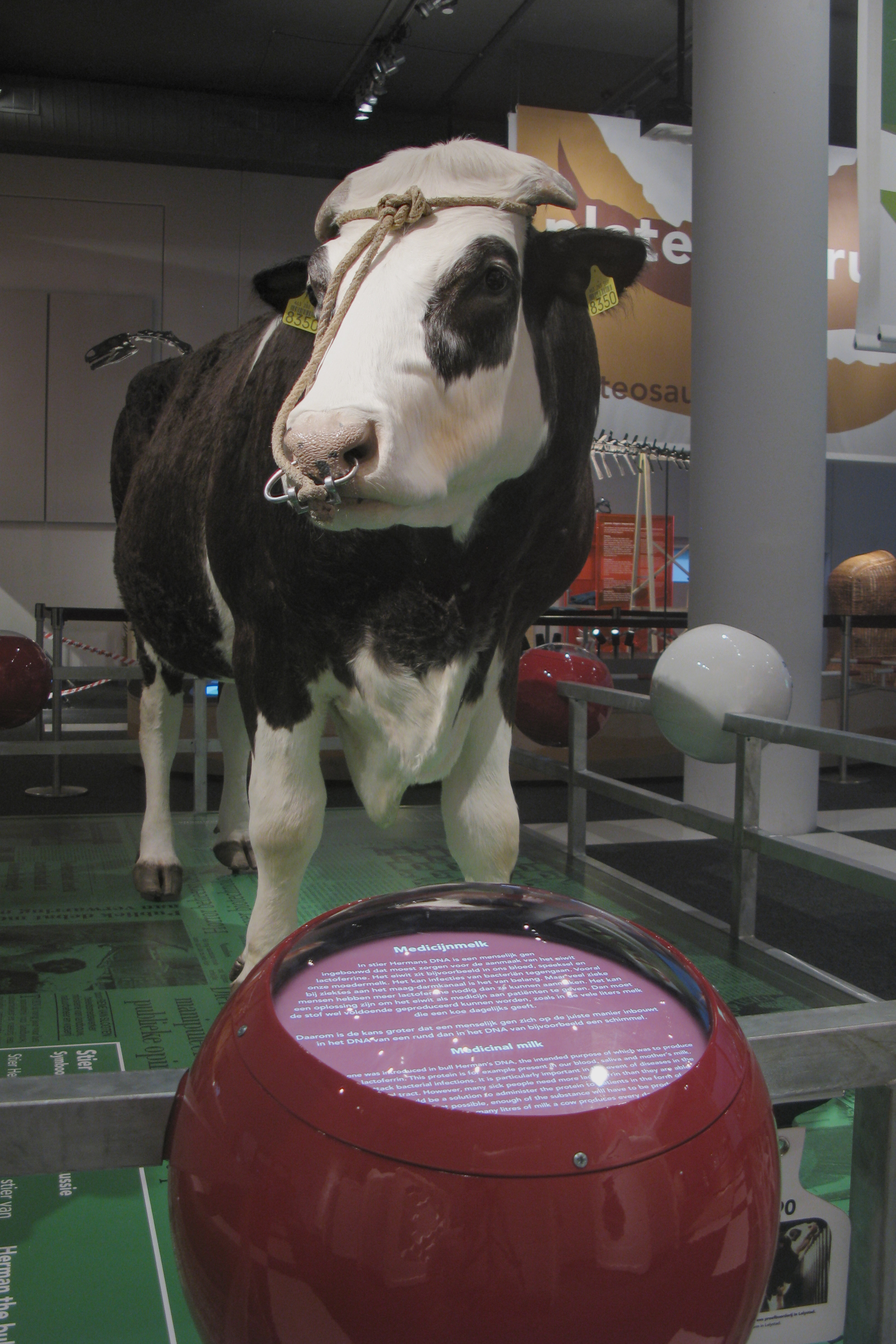
Opgezette stier Herman

De stier Herman (Lelystad, 16 december 1990 – Leiden, 2 april 2004) was de eerste transgene stier ter wereld.

## Geschiedenis
Voor onderzoek werden 1154 bevruchte eicellen genetisch gemodificeerd. 981 van deze eicellen overleefden de behandeling. Uiteindelijk werden 129 embryo’s ingebracht in draagkoeien. Dit resulteerde in 21 zwangerschappen. Vijf van de kalveren stierven vlak vóór of vlak na de geboorte. Slechts één dier bleek transgeen te zijn; de stier Herman.
Stier Herman werd in 1990 geboren in Lelystad bij het biotechnologische bedrijf Pharming. Hij is vernoemd naar Herman Ziegeler, een medewerker van het bedrijf, die betrokken was bij de ontwikkeling van het proces van genetische modificatie, en dus bij de geboorte van de stier.
In het DNA van Herman werd een stukje menselijk DNA ingebouwd, waardoor vrouwelijke nakomelingen melk met de menselijke versie van het ontstekingsremmende eiwit lactoferrine zouden produceren. Deze melk zou dan kunnen worden gebruikt voor babyvoeding. Niet-gemodificeerde koeien produceren van nature boviene lactoferrine in hun melk.
Na hevige discussies over de ethische kanten van genetische manipulatie werd in 1992 besloten dat de stier zich mocht voortplanten. In totaal kreeg hij 55 nakomelingen, waarvan werd gehoopt dat die melk met menselijk lactoferrine zouden gaan produceren. Hoewel er door zijn dochters wel enig humaan lactoferrine werd geproduceerd, waren de hoeveelheden minimaal, waardoor Herman meer een theoretisch dan een praktisch succes was. In 1996 moest Herman volgens de wettelijke richtlijnen worden gedood, maar na protesten besloot toenmalig minister van Landbouw Jozias van Aartsen dat de stier mocht blijven leven, mits hij gecastreerd werd.
In 1999 ontstond het plan om Herman tot zijn dood onder te brengen bij natuurhistorisch museum Naturalis in Leiden. Bijna ging dit niet door, omdat Pharming in financiële problemen kwam en de kosten van de verzorging van de stier niet langer kon betalen. Geldschieters kwamen te hulp en in september 2002 verhuisde Herman definitief naar Naturalis.
Niet lang na de verhuizing werd artrose bij het dier geconstateerd. Omdat genezing niet mogelijk bleek te zijn en de stier zichtbaar pijn had, werd op 2 april 2004 besloten hem te laten inslapen. De huid is door Naturalis geconserveerd. Hij is door een gespecialiseerd bedrijf opgezet en sinds 2008 in het museum te bekijken.